# Mari Kiviniemi
Mari Johanna Kiviniemi, född 27 september 1968 i Seinäjoki, är en finländsk politiker. Den 12 juni 2010 valdes hon på partikongressen i Lahtis till partiledare för Centern i Finland och den 22 juni 2010 efterträdde hon den tidigare partiledaren Matti Vanhanen som Finlands statsminister.
Efter Centerns förlust i Riksdagsvalet 2011 lämnade hon den 28 april in regeringens avskedsansökan. Den 22 juni 2011 efterträddes hon som statsminister av samlingspartisten Jyrki Katainen.
Mari Kiviniemi bor i Helsingfors och är riksdagsledamot för huvudstaden, trots att Centern är litet där. Hon var utrikeshandels- och utvecklingsminister 2005–2006 och kommun- och förvaltningsminister 2007–2010. 
Hon blev partiledare knappt ett år före riksdagsvalet 2011, vid en tid då Centern hade låga siffror i opinionsmätningarna på drygt 18 procent.

## Utmärkelser
- Riddartecknet av I klass av Finlands Lejons orden,  6 december 2003[5]
- Kommendörstecknet av Finlands Lejons orden,  6 december 2006[5]
- Förbundsrepubliken Tysklands förtjänstorden - stora kommendörskorset,  2015[6]

[Redigera Wikidata]